# Новенька (фільм)
«Новенька» — радянський чорно-білий художній фільм 1968 року, режисера Павла Любимова про радянських гімнастів.

## Сюжет
Валя Чернова працює в тресті озеленення Москви і займається гімнастикою в ДЮСШ тресту під керівництвом тренера Анни Антонівни Васильцової, яка бачить в ній головне досягнення в своїй тренерській роботі. У спортивний зал ходить скульптор-самоучка Володя, який фотографує гімнасток для своєї майбутньої скульптури. Між Валею і Володею виникає взаємне почуття, але після того, як його роботи не прийняли на виставку, він вирішує перестати зустрічатися з Валею, тому що йому потрібно наполегливо працювати над скульптурами, щоб домогтися успіху, а одружуватися на Валі і не забезпечувати при цьому сім'ю він вважає для себе неприпустимим. Однак Валя вважає його поведінку дурною і готова ділити з ним життєві труднощі.
Тренер Валі Анна Антонівна оголошує їй, що як тренер вона вже передала їй все, що могла, і дзвонить своєму старому знайомому тренеру збірної країни Костянтину і просить прийти на виступи в школі подивитися на її ученицю. У самого Костянтина справи йдуть не блискуче, тому що кращій гімнастці збірної і багаторазовій чемпіонці Ользі Каменєвій вже 32 роки, і вона повинна ось-ось піти з великого спорту, а його єдина перспективна учениця дуже амбітна і «може продати в будь-яку хвилину». Анна просить його взяти Валю до себе в збірну і він погоджується «прийняти» від неї «несподіваний подарунок», кажучи Анні, що з такою ученицею вона сама б могла пожинати плоди своєї роботи на змаганнях.
У команді союзної збірної з гімнастики новеньку зустрічають зневажливо і з глузуванням — «чому вона могла навчитися в тресті озеленення», «а нова то коліна гне», «юне обдарування, нічого не скажеш» і так далі. Ольга Каменєва радить їй не звертати уваги на «злі бабські язики» і бере її під свою опіку, запрошує до себе додому, де Валя стає очевидицею її напружених стосунків з примхливим чоловіком, відомим актором. Незабаром тренер замість Ольги на майбутні змагання включає в команду Валю. Дізнавшись, що її включили в команду замість Ольги Каменєвої, яка завжди була для неї кумиром, Валя відмовляється від виступу, але Костянтин Федорович знаходить правильні слова, щоб переконати її в закономірності такого рішення. Ольга із залу спостерігає їхню розмову в кабінеті, розуміючи, про що йде мова. Наступного дня вона приходить на змагання вже як глядач. У залі знаходиться і тренер Валі Анна Антонівна, її колишня подруга, з якою вони колись починали разом свою спортивну кар'єру в маленькому місті.

## У ролях
- Ірина Єлісєєва —  Валя Чернова
- Інна Макарова —  Ганна Антонівна Васильцова, тренер Валі
- Валентин Гафт —  Костянтин Федорович, тренер збірної
- Валерій Рижаков —  Шурик
- Микола Філіппов —  Володя, скульптор-самоучка
- Ніна Сазонова —  мати Володі
- Людмила Іванова —  мати Валі Чернової
- Зінаїда Славіна —  Ольга Каменєва
- Іра Попова —  маленька гімнастка  (дебют в кіно)
- Юрій Нікулін —  сусід Валі
- Євгенія Калмикова —  Томка, подруга Валі

## Знімальна група
- Автор сценарію:  Павло Любимов,  Станіслав Токарєв
- Режисер:  Павло Любимов
- Оператор:  Сергій Філіппов
- Художник: Н. Кірюхіна,  Олександр Вагічев
- Композитор:  Ян Френкель